# Bosroumois
Bosroumois ist eine französische Gemeinde mit 3.855 Einwohnern (Stand: 1. Januar 2022) im Département Eure in der Region Normandie. Sie gehört zum Arrondissement Bernay und ist Mitglied im Gemeindeverband Communauté de communes Roumois Seine. 
Sie entstand mit Wirkung vom 1. Januar 2017 als Commune nouvelle durch Zusammenlegung der bis dahin selbstständigen Gemeinden Le Bosc-Roger-en-Roumois und Bosnormand, die fortan den Status von Communes déléguées besitzen. Der Verwaltungssitz befindet sich in Le Bosc-Roger-en-Roumois.

## Gemeindegliederung
| Ortsteil                                     | ehemaliger INSEE-Code | Fläche (km²) | Höhenlage (m) | Einwohnerzahl (2020) | Dichte (Einw. je km²) |
| -------------------------------------------- | --------------------- | ------------ | ------------- | -------------------- | --------------------- |
| Le Bosc-Roger-en-Roumois (Verwaltungssitz)00 | 27090                 | 9,90         | 107–162       | 3316                 | 334,9                 |
| Bosnormand                                   | 27093                 | 3,34         | 124–161       | .0402                | 120,4                 |

## Geografie
Bosroumois liegt etwa 30 Kilometer südsüdwestlich von Rouen und etwa 32 Kilometer nordöstlich von Bernay am nördlichen Rand des Départements an der Grenze zum benachbarten Département Seine-Maritime.
Umgeben wird Bosroumois von den fünf Nachbargemeinden:
|                            | La Londe (Seine-Maritime)                   |                       |
| Grand Bourgtheroulde       | Kompassrose, die auf Nachbargemeinden zeigt | Saint-Ouen-du-Tilleul |
| Saint-Pierre-du-Bosguérard | Le Thuit de l’Oison                         |                       |

## Sehenswürdigkeiten

### Le Bosc-Roger-en-Roumois
- Pfarrkirche Saint-Pierre mit Ursprüngen aus dem 13. und 14. Jahrhundert

### Bosnormand
- Pfarrkirche Saint-Aubin aus dem 17. Jahrhundert
- Schloss Amfreville aus dem 17. Jahrhundert

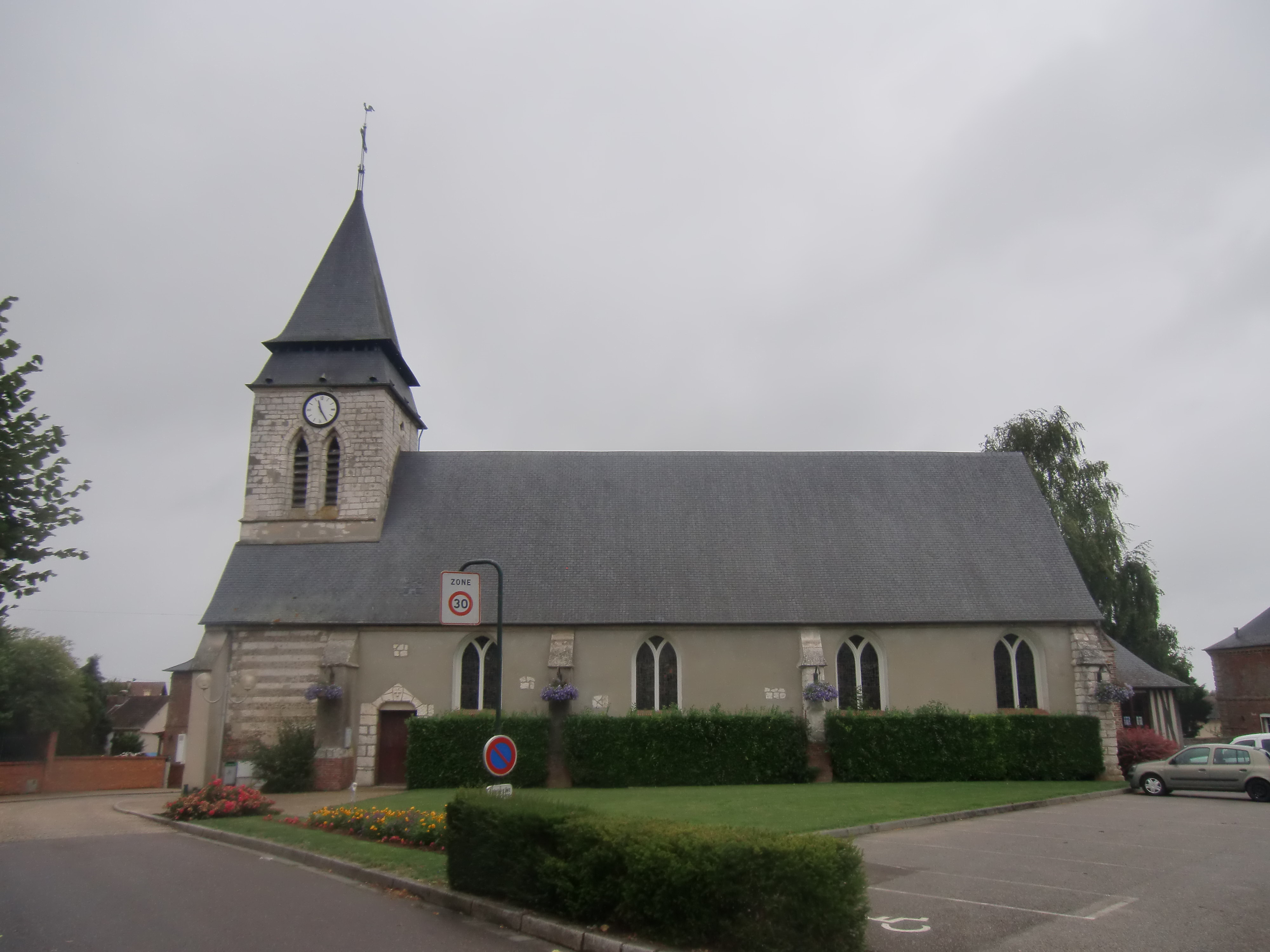
Kirche Saint-Pierre
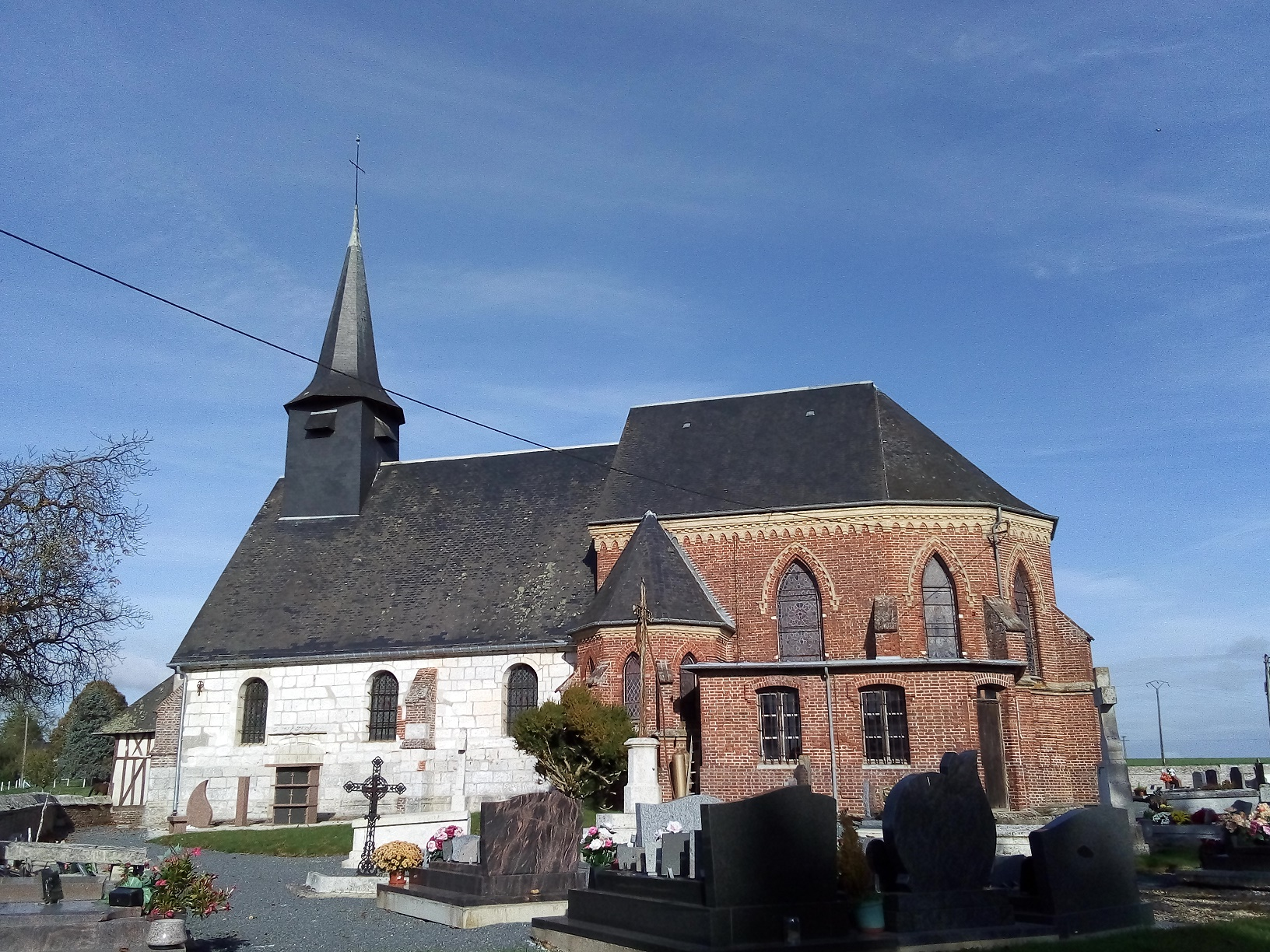
Kirche Saint-Aubin

## Bildung
Die Gemeinde verfügt über eine öffentliche Vorschule (École maternelle) und über eine öffentliche Grundschule (École élémentaire).

## Verkehr
Die Route départementale 313, die ehemalige Route nationale 313, durchquert die Gemeinde in Ostwestrichtung und verbindet sie mit Elbeuf über Saint-Ouen-du-Tilleul im Osten und Grand Bourgtheroulde im Westen. Weitere regionale Straßenverbindungen bestehen mit den anderen Nachbargemeinden.